# یواس‌اس ژولیت (۱۸۶۲)
یواس‌اس ژولیت (۱۸۶۲) (به انگلیسی: USS Juliet (1862)) یک کشتی بود که طول آن ۱۵۵ فوت ۶ اینچ (۴۷٫۴۰ متر) بود. این کشتی در سال ۱۸۶۲ ساخته شد.